# Махаси-саядо
Достопочтимый Махаси-саядо У Собхана (бирм. မဟာစည်ဆရာတော် ဦးသောဘန, ; 29 июля 1904 — 14 августа 1982) — буддийский монах, пользующийся высшим авторитетом в Бирме, создатель собственной системы обучения медитации випассана в рамках традиции тхеравада. По его системе было организовано множество медитационных центров как в Бирме, так и в западных странах.
По его системе випассаны, медитирующий должен концентрировать внимание на «утробном дыхании» — движениях живота во время вдохов и выдохов, а также других ощущениях и мыслях.

## Биография
Махаси-саядо родился в 1904 году в деревне Сейккхун уезда Шуэбо в Верхней Бирме. Он поступил в монастырь в возрасте двенадцати лет, получил ординацию в двадцать лет, при ординации ему дали имя Собхана. По мере многолетнего обучения он прошёл серию правительственных экзаменов по текстам тхеравады и в 1941 году получил звание учителя дхаммы.
В 1931 году он прекратил преподавание буддийских текстов в Моулмейне и переселился в окрестности Татона для прохождения курса интенсивных медитаций випассаны под руководством Мингун Джетавана-саядо, известного мастера медитации. У Собхана стал потом преподавать медитацию в своей родной деревне (в 1938) в монастыре 'Махаси', названным так по огромному барабану. По имени этого монастыря его стали называть Махаси-саядо. В 1947 году премьер-министр У Ну пригласил Махаси-саядо в качестве преподавателя в новый центр медитации в Янгоне, названный позднее Махаси Сасана Йейткхба.
17 мая 1954 года Махаси-саядо выполнял роль одного из председателей на Шестом буддийском соборе в Янгоне, он формулировал вопросы для обсуждения и играл роль окончательного редактора.
После собора Махаси-саядо активно включился в международную деятельность. Он открывал новые центры медитации по всей Бирме, а также в Шри-Ланке, Индонезии и Таиланде. В этих центрах под его попечением занималось (на 1972 год) более 700 000 учеников. В 1979 году он посетил западные страны, организовал медитационный центр в Барре (англ., Массачусетс, США) и стал приглашать учеников в его медитационный центр в Янгоне.
Махаси-саядо скоропостижно скончался 14 августа 1982 года от инсульта, дань уважения учителю отдали многие тысячи учеников.

## Публикации
Сочинения Махаси-саядо занимают около семидесяти томов, многие переведены на другие языки. Он перевёл на бирманский трактат о медитации V века Висуддхимагга, («Путь очищения»), автором которого был Буддхагхоша. Он составил учебник медитации Випассана, который был переведён на русский язык.
Следующие сочинения переведены на английский язык:
- Practical Vipassana Exercises
- Satipatthana Vipassana Meditation
- The Progress of Insight — an advanced talk on Vipassana
- Thoughts on the Dharma

## Выдающиеся ученики
- Саядо У Пандита (Panditārāma)
- Анагарика Муниндра
- Joseph Goldstein
- Rodney Smith
- Sharon Salzberg
- G. V. Desani
- Achan Sobin S. Namto[1]